# سان پولو دانتزا
سان پولو دانتزا (به ایتالیایی: San Polo d'Enza) یک کومونه در ایتالیا است که در استان رجو امیلیا واقع شده‌است. سان پولو دانتزا ۳۲٫۶ کیلومتر مربع مساحت و ۵٬۵۲۹ نفر جمعیت دارد و ۱۷۴ متر بالاتر از سطح دریا واقع شده‌است.